# Bathyplectes bryanti
Bathyplectes bryanti är en stekelart som först beskrevs av Henry Lorenz Viereck 1925.  Bathyplectes bryanti ingår i släktet Bathyplectes och familjen brokparasitsteklar. Inga underarter finns listade.